# GERB
GERB (bulgarsk kyrillisk: ГЕРБ) er et bulgarsk konservativt parti. Forkortelsen GERB er et akronym for det bulgarske Graždani za Ewropejsko Razwitie na Bălgarija (Borgere for en europæisk udvikling af Bulgarien, kyrillisk: Граждани за европейско развитие на България). Ordet betyder herudover også "våben".
Partiets formand er Bojko Borisov; viceformand er Zwetan Zwetanow.
Partiet har siden 2007 været medlem af Det Europæiske Folkeparti.